# Blancheren

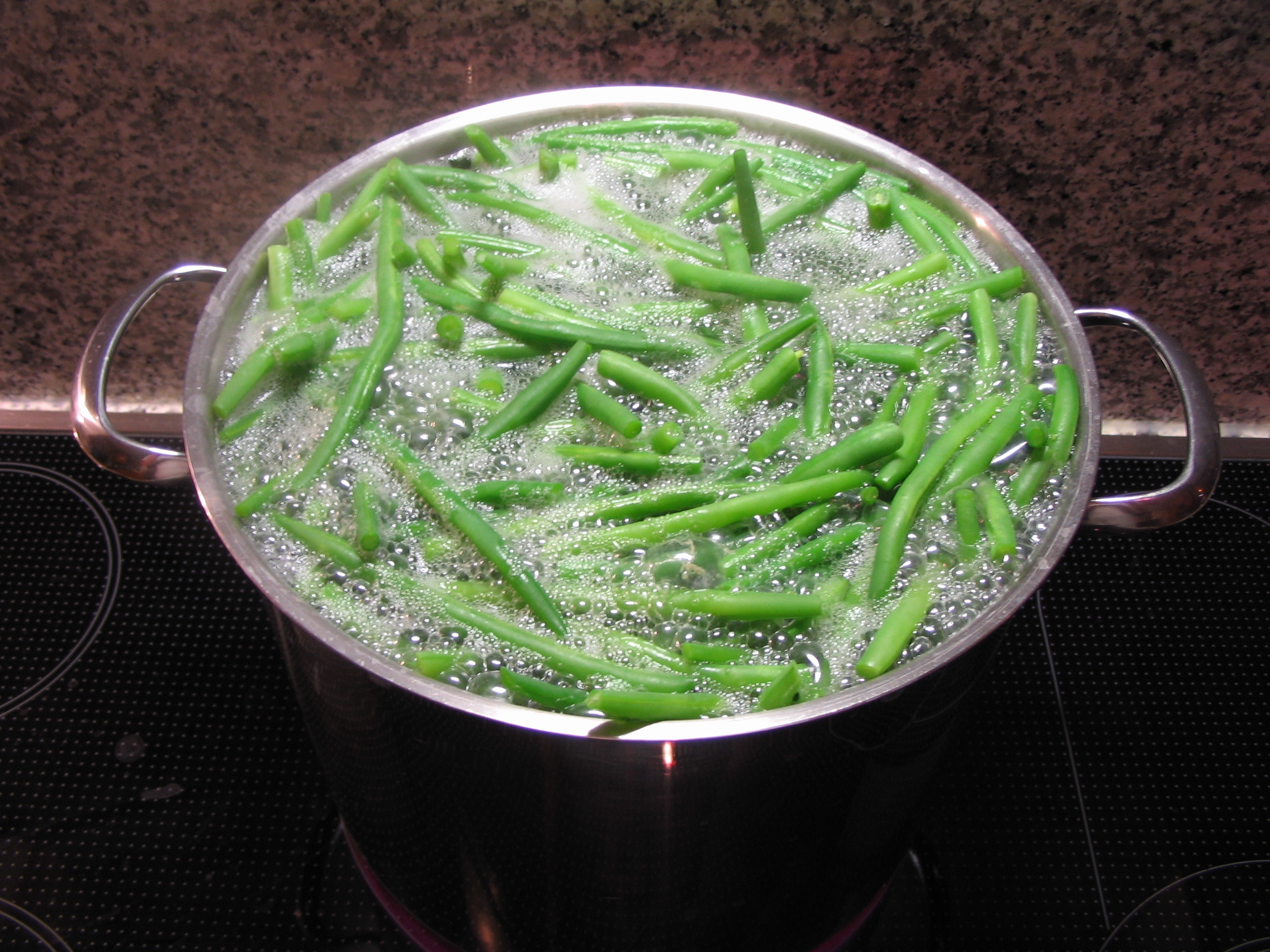
Het blancheren van bonen

Blancheren is een kooktechniek waarbij voedsel, meestal groente of fruit, een korte tijd wordt gekookt waarna het in koud water wordt gelegd of door koud water wordt afgespoeld zodat het kookproces wordt onderbroken. Blancheren gebeurt altijd zonder deksel.

## Etymologie
De term "blancheren" komt van het Franse blanchir, wat "wit maken" betekent. Vleeswaren krijgen bij het blancheren namelijk een witte kleur.

## Praktijk
In de Kantonese kookkunst wordt deze techniek veelvuldig gebruikt voor het bereiden van voedsel dat met gewoon koken niet de juiste smaak of kleur krijgt. Dat is bijvoorbeeld het geval met bepaalde groene groenten, levende garnalen, bepaalde soorten inktvis (bijvoorbeeld pijlinktvis) en sommige pastasoorten.
Blancheren is ook een veelgebruikte techniek voor het conserveren van levensmiddelen. Voordat de waren worden ingeblikt of ingevroren zorgt blancheren ervoor dat de werking van enzymen, waardoor de smaak en structuur van het voedsel zouden bederven, wordt gestopt.
Voor het reinigen van producten en het verstevigen van omringde huid wordt een koude vloeistof gebruikt. De warme vloeistof wordt gebruikt om producten snel te garen.

### Blancheren in een koude vloeistof
Het product wordt met koud vocht, meestal water, opgezet. De temperatuur van het water en het product mag niet hoger zijn dan 100 °C. De 'kooktijd' mag niet langer zijn dan enkele minuten. Het is een voorbereidingstechniek.

### Blancheren in een warme vloeistof
Het vocht, meestal water, wordt eerst tot het kookpunt gebracht. Daarna wordt het product in het vocht ondergedompeld en enkele minuten verwarmd. Meestal wordt het product na het blancheren ondergedompeld in (ijs)water om het product te laten afkoelen en verkleuring en eventuele doorgaring tegen te gaan.

### Blancheren in hete stoom
Het product wordt in een stoomkoker geplaatst, waarna het juiste programma wordt ingesteld. Het is mogelijk de stoomkoker eerst voor te verwarmen, of te beginnen met een koude stoomkoker.

### Blancheren in hete olie
Het product wordt in olie van 140 °C geblancheerd. De olie wordt eerst tot 150 °C verwarmd, voordat het product de olie ingaat. Daarna moet de temperatuur zo snel mogelijk naar 140 °C worden gebracht. Deze methode wordt gebruikt om patat frites voor te bereiden, waarna ze worden bevroren. De methode heet ook arrêteren.